# Pausa (Neume)
Die Pausa (lateinisch für Unterbrechung; auch Divisio lateinisch für Einteilung) ist in der Quadratnotation von Neumen im Gregorianischen Choral ein Pausenzeichen. In den verschiedenen Ausgaben, wie dem Liber Usualis oder dem Graduale Romanum wird im Wesentlichen zwischen vier verschiedenen Formen der Pausa unterschieden:

Beispiele für Pausae
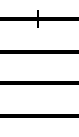
Pausa minima (lateinisch für sehr kleine Unterbrechung)
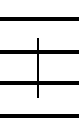
Pausa minor (lateinisch für kleine Unterbrechung)
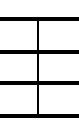
Pausa maior (lateinisch für größere Unterbrechung)
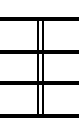
Pausa finalis (lateinisch für endgültige Unterbrechung)

## Interpretation

### Pausa minima
Bei der Pausa minima wird die Stimme kurz ausgehalten, oder falls nötig wird ein möglichst kurzer Atemzug genommen. Unterbrechungen des Vortrags sind ansonsten insbesondere innerhalb von Wörtern oder Neumengruppen zu vermeiden. Falls mehrere Sänger – zum Beispiel in einer Choralschola – singen, ist die chorische Atmung vorzuziehen. In den neueren Ausgaben, wie zum Beispiel dem Graduale Romanum, wird die Pausa minima gelegentlich mit einem darüberliegenden Bindebogen ergänzt, um darauf hinzuweisen, dass der Fluss der Melodie möglichst nicht unterbrochen werden soll.
Die Pausa minima hat Ähnlichkeit mit dem Atemzeichen in der modernen Notenschrift.

### Pausa minor
Die Pausa minor steht an Stellen, bei denen sich eine Unterbrechung zum Atmen anbietet. In den Ausgaben des Gregorianischen Chorals taucht sie häufig auf, wenn der Gesangstext mit einem Komma versehen ist.

### Pausa maior
Die Pausa maior steht für eine Pause, an der ein tiefer Atemzug genommen werden kann. In den Ausgaben taucht sie häufig bei Versenden auf, oder wenn der Gesangstext mit einem Doppelpunkt versehen ist. Der Schlusston vor der Pausa maior wird darüber hinaus länger ausgehalten.

### Pausa finalis
Die Pausa finalis steht immer am Schluss eines Gregorianischen Chorals, wird aber auch zur Kennzeichnung des Wechsels von Vorsänger zur Choralschola oder von Choralschola zur Gemeinde verwendet.
Auch der Jubilus auf dem Wort Alleluja im gleichnamigen Gesang des Propriums wird von einer Pausa finalis abgeschlossen, da das Wort „Alleluia“ nach dem Ende des sich anschließenden Alleluja-Verses noch einmal wiederholt wird.